# Tove Enblom
Tove Enblom  (Estocolmo, 20 de novembro de 1994) é uma futebolista sueca, que atua como guarda-redes (br: goleira). 
Atualmente (2023), joga pelo KIF Örebro, clube sediado na cidade de Örebro na Suécia. 
Integra a Seleção Sueca de Futebol Feminino desde 2023. 

## Carreira
Tove Enblom integrou a Seleção Sueca de Futebol Feminino na Copa do Mundo de Futebol Feminino de 2023, tendo a Suécia ficado em 3.º lugar, e conquistado a medalha de bronze.

## Clubes
Jogou por vários clubes: 
- IFK Aspudden-Tellus (2009–2010)
- Djurgården TFF (2011)
- Djurgårdens IF (2012–2013)
- Umeå IK (2014–2017)
- IFK Kalmar (2018)
- Umeå IK (2019–2020)
- KIF Örebro (2021-)

## Títulos
Tove Enblom  conquistou vários títulos durante a sua carreira desportiva: 
- Segunda Liga Feminina Sueca -  2019
- Copa do Mundo FIFA de Futebol Feminino –  2023